# Isogona gortynoides
Isogona gortynoides là một loài bướm đêm trong họ Erebidae.